# Medalha Edwin H. Land
A Medalha Edwin H. Land, outorgada pela Society for Imaging Science and Technology, é concedida desde 1993 por pesquisas de destaque em tecnologia óptica. Homenageia o físico Edwin Land.

## Agraciados
Concedida anualmente desde 1993, somente em 2008 a premiação não foi outorgada:
- 1993 Howard G. Rogers
- 1994 W. E. Humphrey
- 1995 Ichiro Endo, John Vaught
- 1996 Donald Scifres
- 1997 Efi Arazi
- 1998 Paul F. Forman, Sol F. Laufer, Carl A. Zanoni
- 1999 Robert H. Webb
- 2000 John Warnock
- 2001 George Smith, Willard Boyle
- 2002 Benzion Landa
- 2003 John McCann
- 2004 Steven K. Case
- 2005 Stephen A. Benton
- 2006 George Heilmeier
- 2007 Charles R. Munnerlyn
- 2008 não concedida
- 2009 Duncan T. Moore
- 2010 Eli Peli
- 2011 Mary Lou Jepsen
- 2012 Yoichi Miyake
- 2013 Pablo Artal
- 2014 Mathias Fink
- 2015 Mordechai Rothschild, Joseph Mangano, David Shaver
- 2016 Jan Philip Allebach
- 2017 Alan Bovik
- 2018 Ann E. Elsner
- 2019 Nabeel Agha Riza
- 2020 Eric Fossum
- 2021 Joseph A Izatt
- 2022 Shin-Tson Wu
- 2023 Susana Marcos